# Aeroklub Livno
Aeroklub Livno, klub iz Livna. Društvo je s ciljem promicanja zrakoplovne kulture, športa i rekreacije. Klub je osnovan 1984. godine. Rad kluba odvija se kroz djelatnosti motornog letenja, zrakoplovnog jedriličarstva te zrakoplovnog modelarstva.

## Povijest kluba
Aeroklub Livno formalno postoji od 1984. godine i od tada djeluje u gradu Livnu gdje je bilo sjedište i modelarska sekcija, te na prostoru Brda, Grborezi, gdje su se odvijale modelarske i zmajarske aktivnosti. Iako su se na prostoru današnjeg letjelišta puno prije odvijale letačke aktivnosti u organizaciji drugih aeroklubova (Split, Sarajevo, Mostar, Banja Luka), trebalo je puno godina da Livno dobije svoj aeroklub.
Kroz vrijeme svoga postojanja aeroklub je uspio organizirati niz međunarodnih manifestacija kao što su: Europsko i Svjetsko modelarsko prvenstvo osamdesetih godina, modelarska prvenstva Livno kup devedesetih godina, te jedriličarska natjecanja Livno Glide Cup, Livno Adria Cup te kvalifikacijsku utrku Sailplane Grand Prix 2019. Organizirani su mnogi modelarski i jedriličarski kampovi na kojima su piloti stjecali nova iskustva i prvi puta poletjeli samostalno. Volju i potencijal članova aerokluba su prepoznale i lokalne vlasti, HB županija i Općina Livno, te su uz pomoć Europske unije sudjelovale u izgradnji novih objekata na aerodromu. Tako je aeroklub 2013. godine dobio novi hangar, a tijekom 2015/16. godine i nove asfaltne manevarske površine.

## Aeroklub Livno danas
Aeroklub Livno danas broji dvadesetak aktivnih članova, koji sudjeluju u cjelogodišnjem radu kluba. Članovi sami sudjeluju u održavanju letjelica (aviona i jedrilica), održavanju aerodromskih površina te klupskih prostorija. Aeroklub iz godine u godinu stvara sve veću zainteresiranost među stranim letačima iz cijele Europe, pa i Svijeta. Također, klub ima odličnu suradnju s ostalim aeroklubovima iz regije (Sarajevo, Tuzla, Bihać, Prijedor, Split, Sinj, Vitar, Zagreb, Lesce, i ostali). 

## Aerodrom Stipe Krišto
Aeroklub Livno je operator Aerodroma "Stipe Krišto", koji je dobio ime po osnivaču aerokluba (Stipi Krišti) te pokretaču letačke priče u Livnu. Aerodrom se nalazi 10 kilometara jugozapadno od grada Livna, uz planinu Kamešnicu, od koje je udaljen 3 kilometra paralelno. Ima oblik trapeza te je rasprostanjen na površini od 90 hektara. Aerodrom služe 3 uzletno-sletne staze, od kojih je jedna asfaltna, a ostale dvije su travnate. Aerodrom ima više objekata, dva hangara, od kojih je jedan u sklopu s uredom, učionicom, spavaonicom te više klupskih prostrorija, te benzinsku postaju. Uz aerodromske objekte, aerodrom posjeduje i prostor za kampiranje. Aerodrom također ima aktivni granični prijelaz u razdoblju od lipnja do rujna svake godine.

## Flota
| Slika     | Tip            | Registracija | Namjena                                             |
| Avioni    | Avioni         | Avioni       | Avioni                                              |
| --------- | -------------- | ------------ | --------------------------------------------------- |
|           | Morane MS-893A | E7-EDO       | Vuča jedrilica, panoramski letovi, trenažni letovi. |
|           | Husky A1-C     | E7-ABK       | Vuča jedrilica, panoramski letovi, trenažni letovi  |
| Jedrilice |                |              |                                                     |
|           | DG-100         | E7-4583      | Jedrenje, preleti                                   |
|           | VUK-T          | E7-1118      | Jedrenje, preleti                                   |
|           | Bergfalke II   | E7-1112      | Jedrenje, trenaža                                   |